# Virgil D. Parris

Virgil D. Parris

Virgil Delphini Parris (* 18. Februar 1807 in Buckfield, Massachusetts; † 13. Juni 1874 in Paris, Maine) war ein US-amerikanischer Politiker. Zwischen 1838 und 1841 vertrat er den Bundesstaat Maine im US-Repräsentantenhaus.

## Werdegang
Virgil Parris wurde 1807 in Buckfield geboren, das damals noch zu Massachusetts gehörte und 1820 Maine zugeschlagen wurde. Er war ein Cousin von Albion K. Parris (1788–1857), der zwischen 1815 und 1829 die Staaten Massachusetts und Maine in beiden Kammern des Kongresses vertrat und zwischenzeitlich auch Gouverneur von Maine war. Zunächst besuchte er die öffentlichen Schulen in Maine und danach bis 1827 das Union College in Schenectady (New York). Nach einem anschließenden Jurastudium und seiner im Jahr 1830 erfolgten Zulassung als Rechtsanwalt begann er in Buckfield in seinem neuen Beruf zu praktizieren.
Im Jahr 1831 war Parris bei der Verwaltung des Senats von Maine angestellt.  Politisch war er Mitglied der Demokratischen Partei. Zwischen 1832 und 1837 saß er als Abgeordneter im Repräsentantenhaus von Maine. Nach dem Tod des Kongressabgeordneten Timothy J. Carter wurde Parris bei der fälligen Nachwahl im fünften Wahlbezirk von Maine in das US-Repräsentantenhaus in Washington, D.C. gewählt. Dort trat er am 29. Mai 1838 sein neues Mandat an. Nach einer Wiederwahl im Jahr 1838 konnte er bis zum 3. März 1841 im Kongress verbleiben.
1840 wurde Parris von seiner Partei nicht mehr nominiert. In den Jahren 1842 und 1843 war er Mitglied und zeitweise amtierender Präsident des Senats von Maine. In dieser Eigenschaft übte er für kurze Zeit kommissarisch das Amt des Gouverneurs aus. Zwischen 1844 und 1848 war er US Marshal für den Bezirk von Maine. 1853 war er Sonderbeauftragter des Postministeriums für Neuengland. In den Jahren 1852 und 1872 nahm Parris als Delegierter an den Democratic National Conventions teil, auf denen Franklin Pierce und später Horace Greeley als Präsidentschaftskandidaten nominiert wurde. Er starb am 13. Juni 1874 in Paris (Maine).